# Загве
Загве — императорская династия в средневековой Эфиопии, правившая этой страной в X—XIII веках.
Правители династии Загве происходили из народа агау. Основателем династии был Мара Тэкле-Хайманот. Они правили Эфиопией с момента крушения Аксумского царства, с 10-го века, и до 1270 года, когда Йэкуно Амлак из Соломоновой династии поднял восстание, разгромил войско и убил последнего императора дома Загве. Наиболее известен из правителей Загве император Гебра Маскал, построивший в столице государства Лалибеле величественные скальные храмы. По мнению эфиопских историков, в отличие от последующего престолонаследия в Эфиопии от отца к сыну, во времена династии Загве власть в этой стране переходила после смерти императора к его брату.
Сама династия вышла из христианского княжеского рода народа агау. Её правители перевели столицу государства из Аксума в город Лалибела родной им области Ласта. Количество императоров Загве точно не определено. Эфиопские источники сообщают от 5 до 16 имён правителей этой династии. Основателем её был Мара Такла Хайманот, зять последнего императора Аксума, Дил Наода. Имя последнего императора династии неизвестно. В сохранившихся старинных хрониках он называется За-Илмакун, что является своего рода псевдонимом (эфиопский историк Таддэссэ Тамрат переводит его как неизвестный, скрытый). Как правило, это имя встречается вскоре после его смерти, при восхождении на престол Соломоновой династии и является результатом умалчивания о бывших конкурентах в борьбе за власть. По мнению эфиопского учёного, подлинное имя последнего императора из Загве было Йетбарак.